# Legio I Italica
La légion I Italica fut une légion romaine ayant existé de 66/67 apr. J.-C. jusqu’au Ve siècle. Créée par l’empereur Néron, elle fut d’abord stationnée en Gaule à la suite du soulèvement Caius Julius Vindex; elle fut par la suite envoyée en Germanie où elle fut la première à proclamer Vitellius empereur. Sous Vespasien, elle fut redirigée vers Novae en Mésie qui demeura jusqu’à la fin son quartier général. 

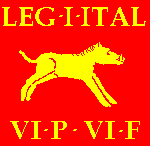
Emblème de la legio I Italica

Elle prit part aux guerres daciques de Domitien et de Trajan, à celles de Trajan contre les Parthes ainsi qu’aux guerres marcomanes de Marc Aurèle.  Elle fut l’une des premières à épouser  la cause de Lucius Septime Sévère lorsqu’il fut proclamé empereur en 193. En 250, Novae fut attaquée par les Goths et une partie des fortifications détruite. À la fin du IIIe siècle, sa composition fut remaniée et ses effectifs furent renforcés par de nouvelles recrues venant de Thrace. Des unités de la légion furent alors envoyées en Égypte mater un soulèvement, en Syrie/Jordanie pour construire une route reliant diverses forteresses et à Cherson en Crimée. Constantin intégra une partie des effectifs dans la garde palatine. Elle fut en partie décimée en 316/317; par la suite certains détachements continuèrent à garder la frontière à partir de Novae, alors que d’autres furent stationnés à Sexaginta Prista (aujourd’hui Ruse), une centaine de kilomètres en aval.
Son emblème était le sanglier et, moins souvent, le taureau.

## Sous ladynastie julio-claudienne
La légion I fut recrutée par Néron en vue d’une campagne en Orient. Selon une inscription, l’empereur aurait remis ses enseignes à la légion le 20 septembre 66.  Surnommée « la phalange d’Alexandre le Grand »,, cette légion dont les légionnaires devaient mesurer au moins 1,80 mètre, était destinée à poursuivre la campagne entreprise dans les années précédentes par le général Cnaeius Domitius Corbulo en Arménie. 
Ces plans durent toutefois être modifiés à la suite de la révolte de Caius Julius Vindex, légat d'Auguste propréteur de la province de Gaule lyonnaise, laquelle marqua le début d'une série de soulèvements contre Néron. La Ire légion, qui s’était déjà embarquée pour l’Asie, reçut alors l’ordre de se détourner vers la Gaule où elle arriva en mars ou avril 68. Mais déjà le gouverneur de Germanie supérieure, Lucius Verginius Rufus, avait maté la révolte avec d’autres légions. Victoire illusoire puisque en juin le Sénat de Rome reconnaissait Marcus Sulpicius Galba, allié de Vindex, comme empereur en remplacement de Néron qui s’était suicidé. Galba, dont le règne ne dura que quelques mois, se méfiant des légions du Rhin, stationna la Legio I Italica à Lugdunum (Lyon). 
Les craintes de Galba étaient fondées. En janvier 69, les légionnaires de l’armée du Rhin, mécontents de la sévérité que l’empereur faisait régner dans l’armée, proclamèrent empereur Vitellius, légat de Germanie inférieure. Quittant Lyon où ils avaient été stationnés, les légionnaires de la I Italica se joignirent à Vitellius qui, ayant reçu l’appui des légions de Belgique, d'Espagne, de Bretagne et de Rhétie, marcha sur l'Italie. Dans l’intervalle cependant, Galba avait été tué le 15 janvier et remplacé par Othon, qui avait l’appui des armées du Danube, d’Orient et d’Afrique. Une bataille fut livrée à Bédriac près de Crémone le 14 avril. La légion I Italica qui s’était jointe aux légions V Alaudae, et XXI Rapax vainquit la légion XIII Gemina, la légion I Adiutrix et la garde impériale d’Othon. Othon se suicida deux jours plus tard et Vitellius put entrer dans Rome et être confirmé empereur par le Sénat le 19 avril. Selon Tacite, la légion I Italica était la plus brave des légions appuyant Vitellius et ses aigles furent fièrement déployées lorsque ce dernier entra dans la ville,. 
Le nouvel empereur devait se révéler très rapidement impopulaire,. Le Ier juillet, les troupes d'Égypte proclamèrent Vespasien empereur et reçurent l’appui des  légions de Mésie, de Pannonie, et de Dalmatie,. Les légions du Danube envahirent l’Italie par le nord battirent l'armée de Vitellius à nouveau près de Crémone à la fin du mois d'octobre 69. Les uns après les autres, les alliés de Vitellius se rallièrent  au nouvel empereur, Vespasien, qui fut confirmé par le Sénat le 20 décembre 69.

## Sous la dynastie flavienne
Vespasien et son fils Titus se hâtèrent de calmer la situation au Moyen-Orient. Titus mit fin au siège de Jérusalem en septembre 70 alors que Vespasien négociait la paix avec l’empire parthe. La légion I Italica fut  alors envoyée en Mésie et stationnée à Novae, point important du limes romain situé à proximité de la ville moderne de Svichtov dans le nord de la Bulgarie où elle remplaça la légion VIII Augusta. Novae demeurera son quartier général jusqu’à la fin.

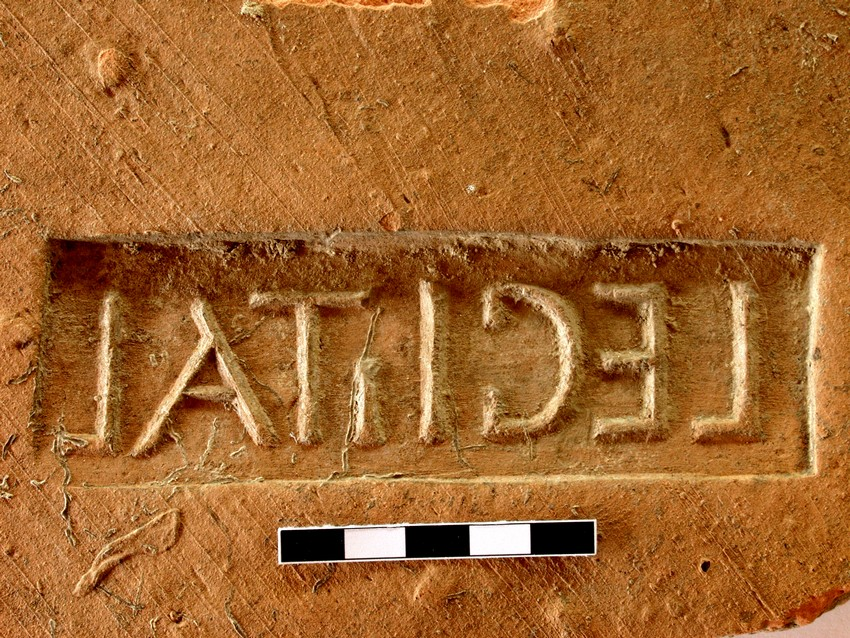
Brique trouvée à Novae, marquée du timbre de la legio I Italica

L’hiver suivant, les Sarmates, peuple qui habitait de l’autre côté du Danube décidèrent d’exploiter les dissensions au sein de l’Empire romain et traversèrent la frontière. Le légat Fonteius Agrippa fut défait et la légion I subit de lourdes pertes. Il fut remplacé par Rubrius Gallus qui réussit à restaurer l’ordre en 70. Vespasien se hâta alors de construire un système défensif pour surveiller les peuplades barbares habitant au-delà du Rhin et du Danube (Germains, Daces, Sarmates, Chattes) : deux nouvelles légions, la IV Flavia Felix et la XVI Flavia Firma, furent créées à cette fin, portant le nombre total des légions à vingt-neuf dont vingt-sept étaient  postées aux frontières (limes).
En 85/86, le conflit s’étendit aux Daces qui avaient envahi l’empire et défait les troupes chargées de défendre la Mésie. L’empereur Domitien (81-96), qui avait succédé à Vespasien, divisa alors la province de Mésie en deux : Mésie supérieure et Mésie inférieure où était située la légion I. 

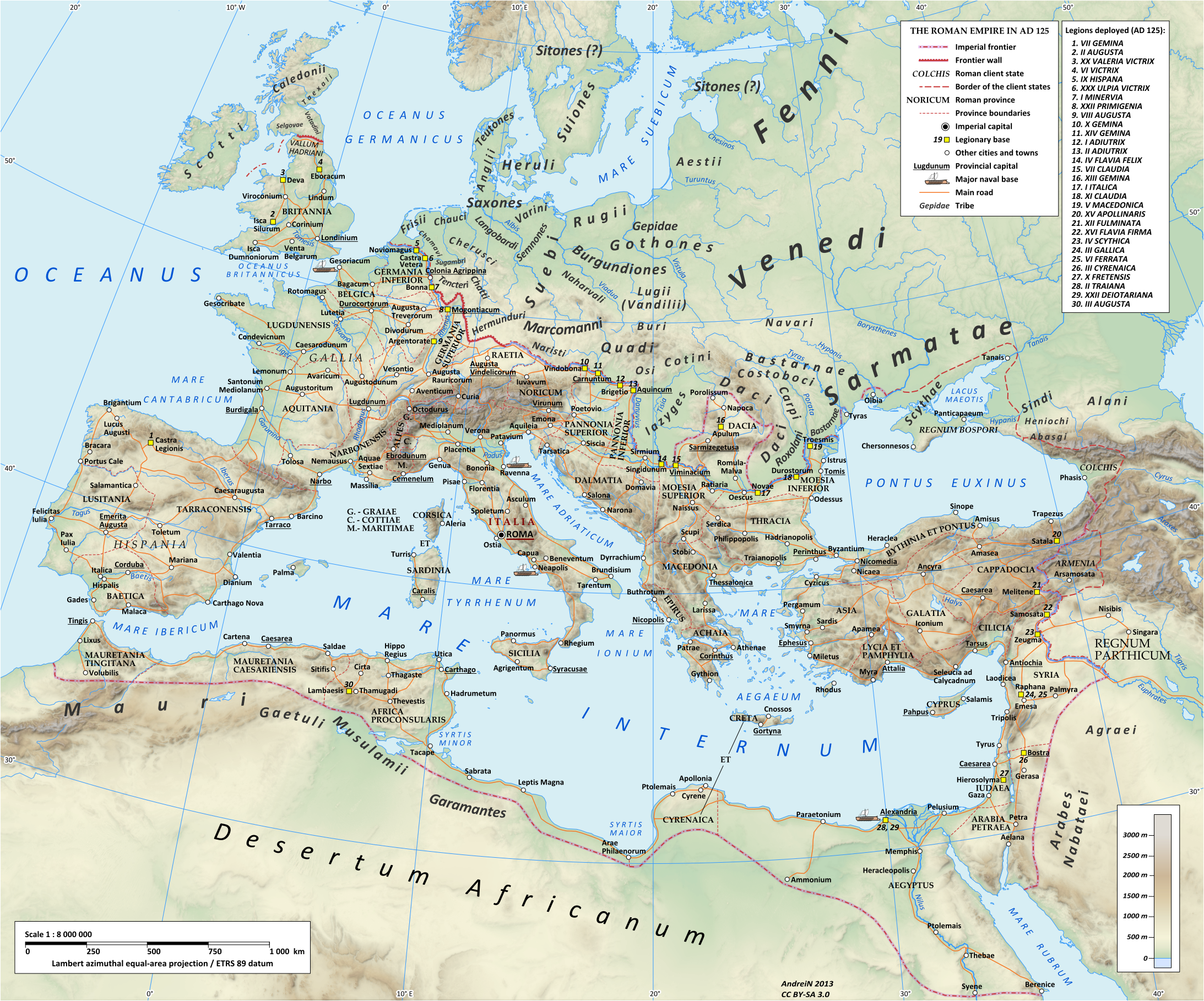
Carte de l'Empire romain en 125 (Hadrien), montrant la légion I Italica stationnée à Novae (17 sur la carte) dans la province de Mésie inférieure (aujourd'hui en Bulgarie).

Trajan (98-117) poursuivit les guerres de Domitien.  En 98, il fit remplacer le campement de Novae, jusque-là fait de bois et de terre cuite, par une forteresse en pierre. Pendant la première guerre dacique, les légions romaines avaient été défaites à la bataille de Tapae (Transylvanie – Roumanie moderne) en 88; il s’en était suivie une trêve qui dura jusqu’à ce que l’empereur Trajan, en l’an 100, lève une armée en Mésie. Le roi Décébale vint à sa rencontre et fut défait lors de la deuxième bataille de Tapae en 101. Il devint alors client de Rome. Trois ans plus tard, il brisa la trêve et les Romains décidèrent alors d’en finir avec lui : une armée de neuf légions envahit la Dacie. La Ire légion eut alors la tâche de servir de tête de pont sur le Danube bien que diverses unités se battirent ici et là en Dacie. Vaincu en 106, le roi Décébale se suicida et la Dacie devint province romaine,. 
Trajan créa également des colonies de vétérans à Colonia Ulpia Oescus (nord-ouest de la ville actuelle de Pleven en Bulgarie) et Celei où se retrouvèrent de nombreux vétérans de la légion I Italica. Même si Novae demeurait le quartier général de la légion, diverses unités furent chargées de différentes missions en d’autres endroits. C’est ainsi que des unités de la légion I furent envoyées à Chersonesus Taurica (Crimée) pour y défendre les colonies grecques  locales et travailler à la construction d’édifices. Selon une tradition, ce serait des soldats de la légion I Italica qui auraient, en 102, assassiné le pape Clément  qui y avait été exilé.
Entre 114 et 117, Trajan mena plusieurs campagnes contre les Parthes auxquelles participèrent certaines unités de la Légion I Italica. On sait peu de choses sur le rôle qu’elles jouèrent durant ces expéditions sauf qu’elles retournèrent à Novae lorsqu’Hadrien, qui avait succédé à Trajan, décida d’abandonner ces campagnes.
Sous cet empereur, des soldats de la légion I auraient pris part à des projets de construction à Delphes, mais Pausanias, auteur d’un guide de voyage sur l’ancienne Grèce, ne donne pas de précision sur l’endroit. Selon une inscription dont l’interprétation est sujette à caution, une unité aurait pris part à la répression de la révolte juive de Bar Kochba de 132 à 136.

## Sous la dynastie antonienne

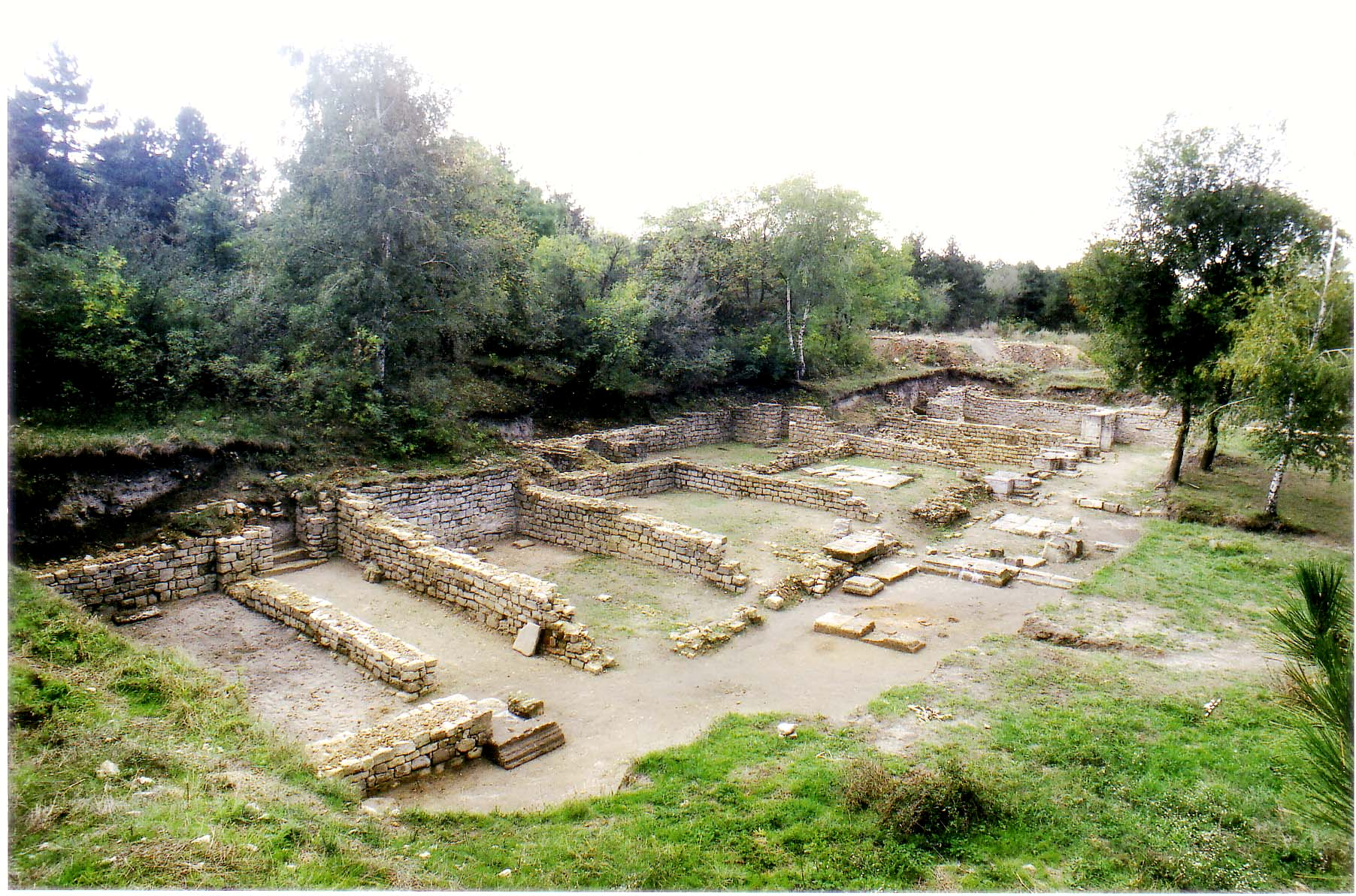
Ruines d'édifices municipaux à Novae.

Sous Antonin le Pieux (138-161), au moins une unité de la légion aurait été déployée entre 139 et 142 en Grande-Bretagne où elle prit part à la construction du mur d’Antonin entre Édinbourg et Glasgow. Une ou plusieurs autres unités auraient été déployées en Afrique pour y réprimer une révolte des Maures,.
On est mieux renseigné sur les évènements ayant eu lieu sous l’empereur Marc Aurèle (161-180). Celui-ci dut mener une série de campagnes contre les Marcomans afin de protéger la province de Dacie et le limes danubien. La première campagne, dans la région où était stationnée la Ire légion, débuta en 165. Celle-ci dut combattre courageusement, car les deux nouvelles légions créées par Marc Aurèle portèrent les noms de légions II et III Italica. Après près de dix ans de combats ininterrompus, il devenait possible d’étendre les frontières de l’Empire romain au-delà du Danube. Marc Aurèle  nomma alors un jeune sénateur du nom d’Aulus Julius Pompilius Piso commandant des légions I Italica et III Flavia Félix avec pouvoir de gouverneur.
En dépit de sa participation sur la ligne de front, la tâche essentielle de la Ire légion demeurait la protection du limes danubien. En 167 et par la suite, des unités de la légion furent déployées à environ 354 kilomètres au nord de la Mésie inférieure pour protéger la forteresse de Capidava (aujourd’hui dans la région administrative de Constanta en Roumanie). Celle-ci gardait un important gué sur le Danube et avait été jusque-là protégée par une unité auxiliaire, la Cohors I Germanorum civium Romanorum,. On a également retrouvé le sceau de la légion encore plus au nord près de la forteresse de Dinogetia qui assurait aussi la sécurité de navigation sur le fleuve et éventuellement accompagnait les navires de la flotte. Sur la base de briques estampillées produites dans la région on peut légitimement penser que la légion disposait de ses propres bateaux pour patrouiller le fleuve ou encore assurer le transport de troupes auxiliaires ou de marchandises. 
En 175, de fausses rumeurs sur la mort de Marc Aurèle incitèrent Avidius Cassius à se proclamer empereur. Même si elle fut immédiatement réprimée, cette révolte poussa l’empereur accompagné de son fils, Commode, à visiter les provinces d’Orient.  Après une courte interruption pendant laquelle Marc Aurèle célébra un triomphe à Rome sur les peuples germaniques, la guerre recommença en 178. L’empereur reprit le chemin de l’Orient et, si ses troupes remportèrent la victoire, l’empereur lui-même mourut en Pannonie deux ans plus tard. Son fils, Commode, abandonna alors la guerre et conclut un traité avec les peuples de la région qui ramena la paix pour une longue période.

## Sous la dynastie des Sévères

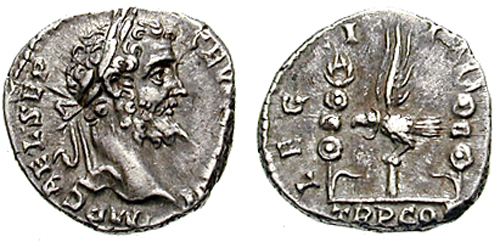
Denier émis par Septime Sévère dont le verso rappelle l'aide apportée par la legio I Italica dans la conquête du trône.

Cette période de calme permit, aux IIe et IIIe siècles, d’envoyer des unités de la légion I Italica et de la légion XI Claudia dans la région de Municipium Montanensium (Thrace) afin d’y surveiller les mines de l’endroit et de capturer ours et aurochs pour les jeux du cirque. Sous la dynastie des Sévères, la légion de Novae fut appelée à participer activement à divers travaux de construction.
Lorsque le gouverneur de Pannonie supérieure, Lucius Septime Sévère (145-211), fut proclamé empereur en 193, la légion I Italica se rallia immédiatement à sa cause. Mais étant stationnée aux confins de l’empire, elle ne put prendre part à sa marche triomphale sur Rome. Toutefois, il est probable qu’elle ait participé à la campagne de Septime Sévère en Orient contre son rival le gouverneur de Syrie, Pescennius Niger. On sait ainsi qu’elle participa au siège de Byzance (qui devait devenir Constantinople) où s’était retranché Niger. En 196/197, elle prit probablement part à sa campagne contre l’ancien allié de Septime Sévère, Clodius Albinus, qui fut vaincu près de Lyon en 197 ainsi qu’à la campagne menée par l’empereur contre l’Empire parthe l’année suivante, campagne qui devait se terminer par le sac de la capitale, Ctésiphon,. En 205, la légion portait le surnom de Legio I Italica Antoniniana.
Sous le règne du fils et successeur de Septime Sévère, Caracalla (211-217), la frontière sud de Dacie, qui coïncidait jusque-là avec l’Olt et le Danube, fut repoussée de quelque 50 kilomètres vers l’ouest. La Ire légion participa sans aucun doute à la construction du mur (Limes Transalutanus qui débutait tout près de Novae).
Sous Alexandre Sévère (222-235) au moins un détachement de la Ire légion fut dépêché à Salonae (aujourd’hui Split en Croatie). Une inscription à Qasr el-Azraq atteste que des soldats de cette légion, qui s’était entretemps  méritée le surnom de Legio I Italica Severiana, et de quatre autres travaillèrent à la construction de routes en Jordanie. Le reste de la légion continua à être stationnée à Novae,.

## Pendant l’Anarchie militaire(235-284)

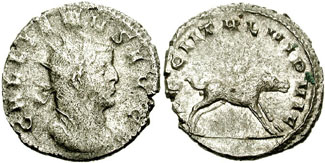
Monnaie de Gallien en l'honneur de la LEG(io) I ITAL(ica) VI P(ia) VI F(idelis).

De 238 à 244, la legio I prit le nom de l’empereur Gordien III (r. 238-244) et devint la legio I Italica Gordiana.  En 250, Novae fut attaquée par les Goths et une partie des fortifications détruite.  Lorsque l’empereur Gallien (253-268) succéda à son père Valérien, plusieurs régions tentèrent de faire sécession devant l’incapacité de Rome à les défendre. Pourtant, la légion I demeura fidèle à l’empereur ce qui lui valut à nouveau le surnom de Pia Fidelis.

## Pendant l’Antiquité tardive

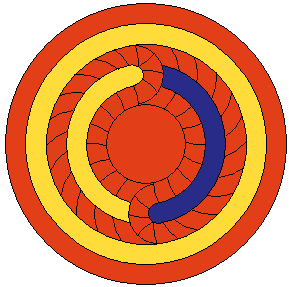
Emblème des Primani (Garde palatine) selon la Notitia Dignitatum

À la fin du IIIe siècle, la Legio Prima Italica, aussi appelée Legio Moesiaca sur certaines inscriptions, subit de profondes transformations. De nouvelles recrues, venues en grande partie de Thrace connue pour la bravoure de ses guerriers, s’ajoutèrent à ses rangs. 

Emblème de la Prima Italica (Pseudocomitatenses) selon la Notitia Dignitatum

Sous Dioclétien (284-305), un détachement de la légion ajouta au bon renom de celle-ci en s’illustrant parmi les comitatenses (armée de campagne). D’autres unités se joignirent à d’autres régiments des légions XI Claudia, VII Claudia et III Flavia Felix pour mater un soulèvement en Égypte conduit par Lucius Domitius Domitianus et Aurelius Achilleus. Après avoir mis fin à cette révolte en 298, Dioclétien se tourna vers la frontière avec l’Empire perse. Des unités de légionnaires tirées des légions XI Claudia, VII Claudia, III Flavia Felix, I Italica et I Illricorum construisirent une route de quelque 550 kilomètres en Arabia Petraca (Syrie et Jordanie) reliant les forteresses de Bostra, Basianis (Qasr al-Azraq), Amata et Dumata. Aux environs de 300, Valerius Maximianus, à titre de praepositus vexillationis, conduisit une unité formée de légionnaires provenant de la légion I Italica et de la légion II Herculia à Chersonesus Taurica (Cherson) et y laissa une inscription en l’honneur de l’empereur.
Sous l’empereur Constantin (306-337) cette unité fut intégrée après 312 sous le nom de Primani ou de Primanorum Legio dans les Legiones palatinae (Garde prétorienne) et fut mise sous le commandement du Magister Militum Praesentalis.  Le reste de la légion qui se trouvait à Novae fut en partie décimée en 316/317 et l’endroit qu’elle occupait colonisé par des populations civiles.
Vers l’an 400 une partie de la Legio Prima Italica fut mise sous les ordres du Dux de  Moesiae secundae. Le Praefectus legionis et le Praefectus ripae s’installèrent avec leurs unités là où se trouvait la garnison Novae, alors qu’un autre Praefectus ripae fut stationné avec ses légionnaires à quelque 100 kilomètres plus bas sur le fleuve à Sexagintaprista (aujourd’hui Russe en Bulgarie). La tâche de ceux-ci, en tant que legio ripariensis (litt : légion côtière) était de surveiller cette partie du limes qui faisait frontière avec le Barbaricum.  La Prima Italica ainsi qu’une partie de la légion originelle qui servait comme  psedocomitatenses était sous les ordres du Magister militum per Orientem, alors que les Primani qui servaient dans la Legio palatinae étaient sous les ordres du Magister militum praesentalis. 
À partir de Justinien (527-565) la forteresse de Novae fut reconstruite, mais on ignore quelles unités y furent stationnées.